# Irene Gattiluso
Irene Gattilusso, o Irene Gattilussio va ser una emperadriu consort per casament amb l'emperador romà d'Orient Joan VII Paleòleg. Formava part de la família dels Gattiluso, ja que era filla de Francesc II Gattiluso, senyor de Lesbos.

## Biografia
Poc abans de l'agost de 1397, Irene es va casar amb el seu cosí segon, Joan VII Paleòleg, que, com ella, també era besnet d'Andrònic III Paleòleg.
Joan VII Paleòleg havia destronat el seu avi patern Joan V Paleòleg el 1390. Va regnar breument, del 14 d'abril al 17 de setembre del 1390 abans que Joan V recuperés el tron. A pesar de tot, Joan VII va aconseguir conservar el títol de coemperador i el domini de Silivri per la intervenció del sultà otomà Baiazet I. Joan V va morir l'any 1391. El va succeir Manuel II Paleòleg, l'oncle patern de Joan VII. Tot això va passar abans del matrimoni d'Irene Gattilusso amb Joan VII, sense que cap font mencioni si hi va participar.
Mentrestant, les relacions entre Manuel II Paleòleg i Joan VII Paleòleg van millorar. Del 1399 al 1402, Manuel II va emprendre un viatge per Europa occidental, buscant aliats que l'ajudessin a lluitar contra el sultà Baiazet I que assetjava Constantinoble. Durant la seva absència, Manuel II va confiar la regència i el govern de la ciutat a Joan VII. Aleshores, Irene ja estava casada amb Joan.
Baiazet va aixecar el setge l'any 1402 quan Tamerlà, el fundador de la dinastia mongol dels Timúrides, va envair Anatòlia obligant a l'Imperi Otomà a defensar-se. Joan VII va mantenir el control de Constantinoble fins al retorn de Manuel II. Sospitós d'haver conspirat per recuperar el seu tron, va ser expulsat de la ciutat el 1403. Irene i Joan VII van conservar els seus títols imperials i van establir la seva pròpia cort a Tessalònica. Joan VII va morir el 22 de setembre de 1408.
Irene va sobreviure al seu marit i es va retirar a l'illa de Lemnos. Va entrar en un convent i es va fer monja, prenent el nom religiós d'Eugènia. Les cròniques de l'historiador Franza diuen que hauria mort l'1 de juny de 1440 i que el seu enterrament es va fer a l'Església del Pantocràtor de Constantinoble.

## Fills
L'únic fill conegut d'Irene i Joan VII és Andrònic V Paleòleg. Va ser nomenat coemperador amb el seu pare per Manuel II Paleòleg quan va marxar de Constantinoble, però va morir als 7 anys el 1407.